# Enade Lumumbistpartiet
Enade Lumumbistpartiet, franska: Parti Lumumbiste Unifié (PALU), är ett politiskt parti i Kongo-Kinshasa.
PALU:s presidentkandidat i 2006 års val var den politiske veteranen Antoine Gizenga.